# علی محمدیاری
علی محمدیاری پرتابگر پرتاب دیسک تیم ملی دو و میدانی معلولان و جانبازان جمهوری اسلامی ایران است.

## در پارالمپیک
در مسابقات پرتاب دیسک پارالمپیک تابستانی ۲۰۱۲ لندن انگلستان، با پرتابی به میزان ۴۱٫۹۸ متر، پس از ورزشکارانی از کوبا و صربستان به نشان برنز پارالمپیک دست یافت.